# What If (canção de Kate Winslet)
What If é uma música interpretada pela atriz inglesa Kate Winslet, gravada para o filme de animação Um Conto de Natal (2001). Winslet deu voz a personagem Belle no filme, baseado no romance clássico de Charles Dickens de 1843 e também estrelado por Nicolas Cage, Jane Horrocks e Simon Callow. What If foi escrito por Wayne Hector e Steve Mac, enquanto a produção foi dirigida por este último. A música é uma balada que segue o tema do filme, pois Belle lamenta o fim do relacionamento dela e de Scrooge e se pergunta o que poderia ter sido. Foi a única música a ser lançada da trilha sonora oficial do filme.
As notícias de que Winslet estava gravando secretamente o single para o filme foram relatadas no Daily Mirror. A música alcançou o 6° lugar nas paradas musicais do Reino Unido. Em outros países, What If foi lançado com um sucesso ainda maior: tornou-se o número um na Áustria, Flandres e Irlanda, alcançando o top 10 na Alemanha, Holanda e Suíça. Aclamada pela crítica, a música venceu o OGAE Song Contest de 2002.
O videoclipe foi dirigido por Paul Donnellon e produzido por Chris Horton, e mostra Winslet andando por uma antiga casa vitoriana, juntamente com imagens do filme. A pedido de Winslet, os lucros da canção foram entregues à Sociedade Nacional para a Prevenção da Crueldade às Crianças e ao CLIC Sargent.

## Charts
| Chart (2001–2002)                     | Melhor posição |
| ------------------------------------- | -------------- |
| Áustria (Ö3 Austria Top 75)           | 1              |
| Bélgica (Ultratop 50 de Flandres)     | 1              |
| Europe (Eurochart Hot 100)            | 8              |
| Alemanha (Offizielle Deutsche Charts) | 6              |
| Irlanda (IRMA)                        | 1              |
| Países Baixos (Dutch Top 40)          | 3              |
| Países Baixos (Single Top 100)        | 3              |
| Escócia (Scottish Singles Chart)      | 5              |
| Suíça (Schweizer Hitparade)           | 4              |
| Reino Unido (UK Singles Chart)        | 6              |

| Chart (2001)                         | Posição |
| ------------------------------------ | ------- |
| Irlanda (IRMA)                       | 12      |
| UK Singles (Official Charts Company) | 94      |

| Chart (2002)                      | Position |
| --------------------------------- | -------- |
| Áustria (Ö3 Austria Top 40)       | 17       |
| Bélgica (Ultratop 50 Flanders)    | 23       |
| Europa (Eurochart Hot 100)        | 29       |
| Alemanha (Official German Charts) | 35       |
| Países Baixos (Dutch Top 40)      | 29       |
| Países Baixos (Single Top 100)    | 23       |
| Suíça (Schweizer Hitparade)       | 25       |

## Certificação
| País / Certificadora | Certificações | Vendas  |
| -------------------- | ------------- | ------- |
| Bélgica (BEA)        | Ouro          | 25,000  |
| Alemanha (BVMI)      | Ouro          | 250,000 |
| Suíça (IFPI Suíça)   | Ouro          | 20,000  |
| Reino Unido (BPI)    | Prata         | 200,000 |